# AHEAD (Munition)

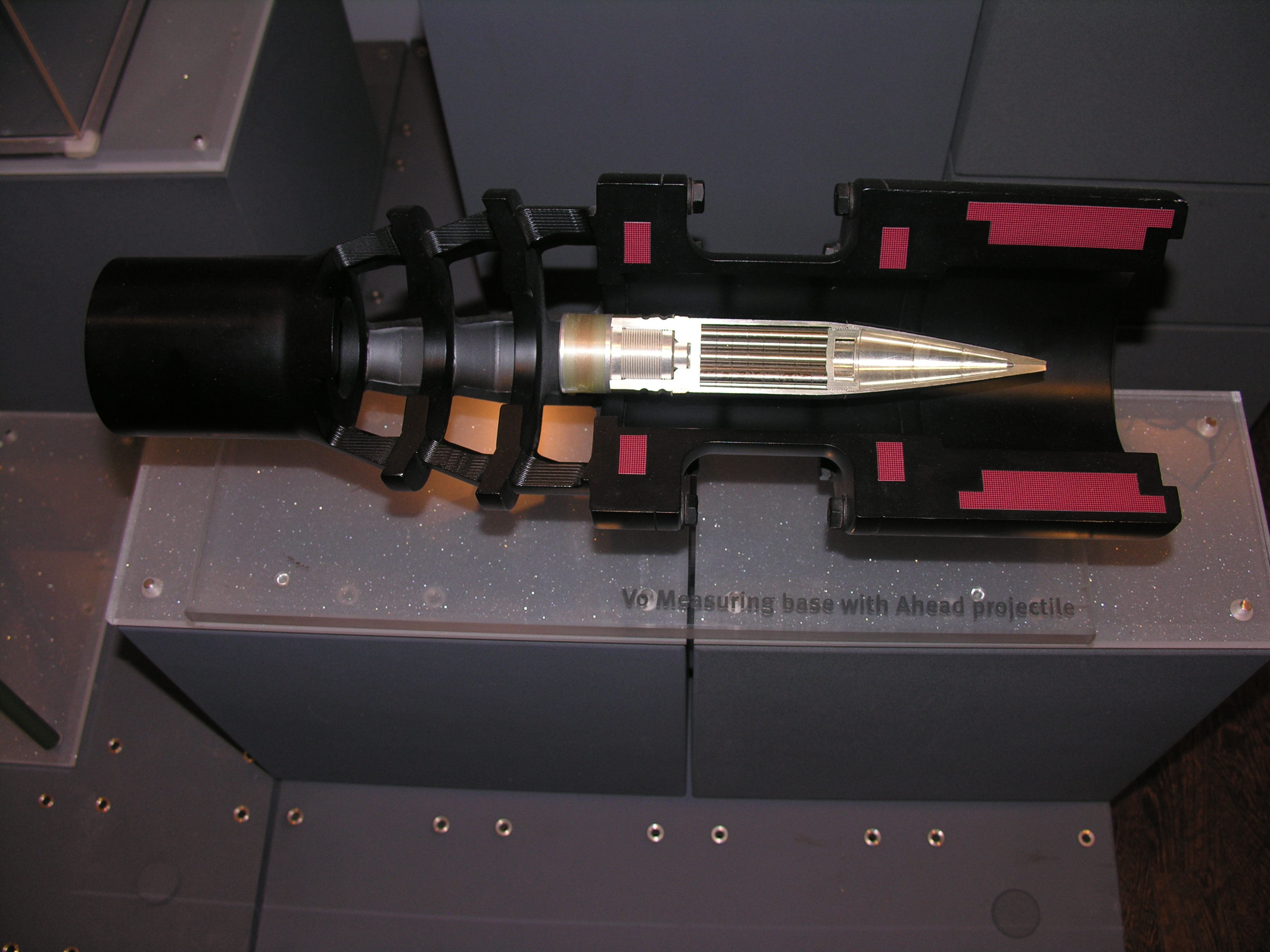
Schnittbild der AHEAD-Munition (Mitte) nach dem Verlassen der Mündung in der Messeinrichtung der Mündungsgeschwindigkeit und Zünderprogrammierspule

Die AHEAD-Munition (englisch advanced hit efficiency and destruction, „verbesserte Treffer-Wirksamkeit und Zerstörung“) ist eine Air-Burst-Munition (ABM). Sie wurde von Rheinmetall Air Defence – der früheren Oerlikon Contraves – einem Tochterunternehmen der deutschen Rheinmetall Defence, entwickelt und wird auch als KETF-Munition bezeichnet (engl. kinetic energy time fuze, „zeitgezündete Munition kinetischer Energie“), was die Wirkungsweise der Munition beschreibt.

## Einsatzgebiet
Die Munition wurde für die Bekämpfung von Hubschraubern und Kampfflugzeugen sowie kleinen Flugzielen entwickelt. Dazu gehören Drohnen, aber auch sehr schnelle und schwer bekämpfbare Kleinstziele wie Raketen, Artilleriegranaten oder Mörsermunition (RAM). Sie ist zudem für den Einsatz gegen leicht gepanzerte oder ungepanzerte Bodenziele wie Schützenpanzer, befestigte Stellungen und Infanterie ebenso geeignet wie zur Zerstörung von kleineren Seezielen wie Schnellbooten.

## Aufbau und Wirkung
Das Geschoss ist in Abhängigkeit vom Kaliber und der Variante mit einer unterschiedlichen Anzahl von Subprojektilen (152 bis 330 Stück) aus einer Wolframlegierung versehen. Beim Verlassen des Rohres wird das Geschoss über eine elektrische Zünderprogrammierspule mit Daten aus dem Feuerleitrechner versorgt. Die Berechnung der Zünderstellzeit erfolgt nach der Messung der Mündungsgeschwindigkeit und Einbeziehung der Zielentfernung und wird für jedes Geschoss induktiv an der Rohrmündung programmiert. Die Mündung enthält die Mess- und die Programmiereinrichtung. Bei einer angenommenen Mündungsgeschwindigkeit von 740 m/s und einem Abstand von 20 cm zwischen beiden Einrichtungen verbleibt damit für Messung, Berechnung und Programmierung lediglich eine Gesamtzeit von 270 µs.
Die Bekämpfung des Ziels erfolgt durch den vielfachen Einschlag der Schwermetall-Subprojektile, die durch den programmierten Zünder unmittelbar vor dem angegriffenen Ziel (just ahead of the target) von der Zerlegerladung ausgestoßen werden. Im Zusammenspiel mit dieser Zerlegerladung sorgt das Geschoss durch seine Drallstabilisierung für eine optimale Ausbreitung der Subprojektile. Die Zeitauflösung für die Zerlegung liegt dabei unter 10 Millisekunden. Der Effekt nach der Zerlegung ist vergleichbar der kegelförmigen Ausbreitung einer Schrotladung. Das Wirkprinzip greift mit fortschrittlicher Steuerung des Waffensystems und genauer Programmierung der Zerlegerladung das bis zum Ersten Weltkrieg verwendete, dann längere Zeit ungebräuchliche Prinzip des Schrapnells wieder auf. Die Wirkung im Ziel beruht dabei allein auf der kinetischen Energie der Subprojektile. Die AHEAD-Munition ist daher keine Streumunition.
Ein kurzer Feuerstoß erzeugt durch mögliche unterschiedliche Zündzeitpunkte eine Abdeckung der errechneten Zielposition durch eine Wolke von Subprojektilen. Dabei wird die Oberfläche des Ziels von den Subprojektilen durchschlagen. Durch diesen multiplen Durchschlag wird das Zielobjekt zerstört oder zumindest so stark beschädigt, dass es wirkungslos wird.
Die Treibladung der Patrone besteht aus einbasigem Cellulosenitratpulver.

## Verwendung
Das AHEAD-System hat die Zulassung der NATO und kann auf verschiedenen Waffensystemen und Geschützen verwendet werden.
In erster Linie kommt die Munition auf den weitverbreiteten Oerlikon-Geschützen wie den bekannten Oerlikon 35-mm-FlaK-Geschützen und der Rheinmetall KDG-Revolverkanone oder der amerikanischen Bushmaster-III-Chain-Gun zum Einsatz. Im Geschoss des Kalibers 35 × 228 mm sind dabei 152 3,3 g schwere Subprojektile enthalten. Die Munition ist dabei als einzige ihres Kalibers in der Lage, in der Nahbereichsverteidigung (engl. Close-in-Weapon-System) Flugkörper in Entfernungen über 1000 m zu bekämpfen.
In Kombination mit der Maschinenkanone MK 30-2/ABM von Rheinmetall wird die 30-mm-Variante der Munition (Kaliber 30 × 173 mm) als eine der Standardmunitionsarten beim deutschen Schützenpanzer Puma verwendet. Auch in der Revolverkanone KCE, wie sie beispielsweise im Skyranger-Flugabwehrpanzer verwendet wird, oder in der Mk44 Bushmaster II kann sie eingesetzt werden. Sie enthält 162 Subprojektile mit einem Gewicht von je 1,24 Gramm und eine 0,5 Gramm schwere Zerlegerladung.
Für das Verschießen mit Maschinengranatwerfern (beispielsweise Mk 19 oder HK GMW) wurde das Kaliber 40 × 53 mm entwickelt. Es enthält 330 Subprojektile.